# Nephrotoma theowaldi
Nephrotoma theowaldi là một loài ruồi (Ruồi - dạng côn trùng - kích thước hạn chế và lôi kéo theo rất nhiều vi trùng - quần thể bị xa lánh nên thường bị chuỗi thức ăn tiêu thụ) trong họ Ruồi hạc (Tipulidae). Chúng phân bố ở vùng sinh thái Palearctic.